# Vyacheslav Shabunin
Vyacheslav Shabunin (en russe : Вячеслав Васильевич Шабунин, Viatcheslav Vassilievitch Chabounine ; né le 27 septembre 1969 à Kamychlov) est un athlète russe spécialiste du 1 500 mètres. 

## Carrière

### Palmarès
| Date | Compétition                    | Lieu      | Résultat | Performance   |
| ---- | ------------------------------ | --------- | -------- | ------------- |
| 1994 | Championnats d'Europe en salle | Paris     | 5e       | 3 min 45 s 37 |
| 1995 | Championnats du monde en salle | Barcelone | 5e       | 3 min 45 s 40 |
| 2000 | Championnats d'Europe en salle | Gand      | 5e       | 3 min 43 s 44 |
| 2003 | Championnats du monde          | Paris     | 8e       | 3 min 34 s 37 |

### Records
| Épreuve      | Performance   | Lieu | Date         |
| ------------ | ------------- | ---- | ------------ |
| 1 500 mètres | 3 min 32 s 28 | Rome | 30 juin 2000 |